# Boguty-Pianki (gromada)
Boguty-Pianki – dawna gromada, czyli najmniejsza jednostka podziału terytorialnego Polskiej Rzeczypospolitej Ludowej w latach 1954–1972.
Gromady, z gromadzkimi radami narodowymi (GRN) jako organami władzy najniższego stopnia na wsi, funkcjonowały od reformy reorganizującej administrację wiejską przeprowadzonej jesienią 1954 do momentu ich zniesienia z dniem 1 stycznia 1973, tym samym wypierając organizację gminną w latach 1954–1972.
Gromadę Boguty-Pianki z siedzibą GRN w Bogutach-Piankachze utworzono – jako jedną z 8759 gromad na obszarze Polski – w powiecie ostrowskim w woj. warszawskim, na mocy uchwały nr VI/10/11/54 WRN w Warszawie z dnia 5 października 1954. W skład jednostki weszły obszary dotychczasowych gromad Boguty-Pianki, Boguty-Rubiesze, Boguty-Żurawie, Cietrzewki-Warzyno, Drewnowo-Ziemaki, Kamieńczyk-Ryciorki(), Kamieńczyk Wielki, Trynisze-Kuniewo i Trynisze-Moszewo oraz wieś Kutyłowo-Brudki z dotychczasowej gromady Boguty-Milczki ze zniesionej gminy Boguty w tymże powiecie. Dla gromady ustalono 16 członków gromadzkiej rady narodowej.
1 stycznia 1957 do gromady Boguty-Pianki przyłączono wieś Kunin Zamek z gromady Godlewo Wielkie w tymże powiecie.
1 stycznia 1958 do gromady Boguty-Pianki przyłączono wsie Tymianki-Adamy, Tymianki-Bucie, Tymianki-Dębosze, Tymianki-Sklarze, Tymianki-Wachnie, Tymianki-Moderki, Tymianki-Okunie, Tymianki-Pachoły, Tymianki-Skóry, Tymianki-Stasie i Tymianki-Synaki ze zniesionej gromady Tymianki-Okunie w tymże powiecie.
31 grudnia 1961 do gromady Boguty-Pianki włączono wieś Godlewo-Łuby ze zniesionej gromady Godlewo Wielkie w tymże powiecie.
1 stycznia 1969 do gromady Boguty-Pianki włączono obszar zniesionej gromady Drewnowo-Gołyń w tymże powiecie.
Gromada przetrwała do końca 1972 roku, czyli do kolejnej reformy gminnej. 1 stycznia 1973 w powiecie ostrowskim reaktywowano gminę Boguty-Pianki (do 1954 pod nazwą gmina Boguty).